# Shane Black
Shane Black (Pitsburgo, 16 de dezembro de 1961) é um roteirista, ator e diretor estadunidense. Alçado à fama como escritor de Máquina Mortífera, no auge de sua carreira, Shane recebeu um recorde de US$ 4 000 000,00 pelo roteiro do filme The Long Kiss Goodnight. Em 2005, estreou na direção com Beijos e Tiros, tendo desde então também dirigido Homem de Ferro 3, Dois Caras Legais e O Predador (2018).

## Filmografia

### Cinema
| Ano  | Título                  | Diretor | Escritor | Produtor  | Notas |
| ---- | ----------------------- | ------- | -------- | --------- | ----- |
| 1987 | Lethal Weapon           | Não     | Sim      | Não       |       |
| 1987 | The Monster Squad       | Não     | Sim      | Não       |       |
| 1989 | Lethal Weapon 2         | Não     | História | Não       |       |
| 1991 | The Last Boy Scout      | Não     | Sim      | Executivo |       |
| 1993 | Last Action Hero        | Não     | Sim      | Não       |       |
| 1996 | The Long Kiss Goodnight | Não     | Sim      | Sim       |       |
| 2005 | Kiss Kiss Bang Bang     | Sim     | Sim      | Não       |       |
| 2006 | A.W.O.L.                | Não     | Sim      | Executivo | Curta |
| 2013 | Iron Man 3              | Sim     | Sim      | Não       |       |
| 2016 | The Nice Guys           | Sim     | Sim      | Não       |       |
| 2018 | The Predator            | Sim     | Sim      | Não       |       |

### Televisão
| Ano  | Título        | Diretor | Escritor | Produtor | Notas            |
| ---- | ------------- | ------- | -------- | -------- | ---------------- |
| 2015 | Edge          | Sim     | Sim      | Sim      | Telefilme        |
| 2016 | Lethal Weapon | Não     | História | Não      | Episódio "Pilot" |

### Créditos de atuação
| Ano       | Título                                    | Papel                       | Notas          |
| --------- | ----------------------------------------- | --------------------------- | -------------- |
| 1986      | Night of the Creeps                       | Policial                    | Não creditado  |
| 1987      | Predator                                  | Rick Hawkins                |                |
| 1988      | Dead Heat                                 | Patrulheiro                 |                |
| 1990      | The Hunt for Red October                  | Soldado no USS Reuben James | Não creditado  |
| 1991–1993 | Dark Justice                              | Caldecott Rush              | 3 episódios    |
| 1993      | RoboCop 3                                 | Donnelly                    |                |
| 1993      | Mike the Detective                        | Mike                        | Curta-metragem |
| 1994      | Night Realm                               | Desconhecido                |                |
| 1997      | As Good as It Gets                        | Brian                       |                |
| 1997      | An Alan Smithee Film: Burn Hollywood Burn | Ele mesmo                   |                |
| 2002      | The Boy Scout                             | Capanga                     | Curta          |
| 2007      | Monkeys                                   | Desconhecido                |                |
| 2013      | Marvel One-Shot: Agent Carter             | Voz no rádio                | Voz; curta     |
| 2015      | Any Day                                   | Gino                        |                |
| 2016      | Swing State                               | Luke                        |                |
| 2018      | Wild Nothing                              | Phil                        | Curta          |